# Lepidophthalmus siriboia
Lepidophthalmus siriboia is een tienpotigensoort uit de familie van de Callianassidae. De wetenschappelijke naam van de soort is voor het eerst geldig gepubliceerd in 1993 door Felder & Rodrigues.